# Das Feuerschiff
Das Feuerschiff (Fyrskibet) er en af de kendteste noveller af den tyske forfatter Siegfried Lenz fra 1960. Det er den første bog af Siegfried Lenz, som blev oversat til dansk. Handlingen foregår på et fyrskib, hvor der opstår en konflikt mellem besætningen og en bande af kriminelle på flugt. Mellem besætningen er der uenighed om, hvordan de skal yde modstand mod banden. Især kaptajnen og sønnen er uenige.
Den realistiske fortælling har typiske novelletræk og behandler emnerne vold, modstand og den enkeltes ansvar.
Bogen findes i læseplanerne på mange tyske og danske skoler. Bogen er blevet filmatiseret 3 gange. Bogen er blevet udgivet i Danmark flere gange, også i forenklede udgaver og oversat til dansk af Knud Holst.

## Handling
Handlingen foregår på et nedslidt fyrskib, som ligger fortøjet i Nordsøen. Der opstår en konfrontation mellem besætningen på 7 mand og en bande bestående af 3 kriminelle, som blev hjulpet ombord på skibet efter at havde været i havsnød med deres motorbåd. Kaptajnen Johann Freytag troede banden var nogle skibsbrudne og lod dem komme ombord, da han ikke vidste, at de var kriminelle, som var på flugt fra politiet. Da den bevæbnede bande, som ledes af en mand ved navn Caspary, truer besætningen, lader kaptajnen banden få sin vilje for at beskytte sin besætning. Kaptajnen nægter at lade besætningen flygte i deres eneste redningsbåd, fordi banden er bevæbnet. Kaptajnen må kæmpe mod sin egen besætning, da nogle af dem ønsker at overrumple banden, i blandt de besætningsmedlemmer, som ønsker at overrumple banden er kaptajn Freytags søn Fred, som beskylder sin far for at være fej.
Banden kræver, at fyrskibet sejler dem helt i land, men kaptajnen nægter dette, da det ville bringe skibstrafikken i fare. Det lykkes Caspary at true og bestikke nogle af besætningsmedlemmerne til at tilslutte sig bandens plan. Da holdet samler sig, går Freytag trods advarsler stille og roligt hen til banden, hvilket resulterer i, at han bliver skudt i maven. Derefter stikker sønnen Fred skytten ned med en kniv, og besætningen overmander banden og overgiver dem til politiet. I slutningen forstår og respekterer Fred sin fars holdning.

## Personer
Besætningen:
- Kaptajn Johann Freytag, hovedpersonen.
- Rethorn, styrmand
- Soltow, maskinist
- Karl Trittel, kok
- Philippi, radiooperatør
- Zumpe, dræbes af Eugen.
- Gombert

Banden:
- Doktor Wolfram Caspary
- Eugen Kuhl, dræbes af Karl Trittel.
- Edgar "Eddie" Kuhl

Andre personer:
- Fred Freytag, søn af Johann Freytag.
- Edith von der Lahoe, Gomberts tamme krage, dræbes af Eugen.

Personer som nævnes, men ikke befinder sig på fyrskibet:
- Natzmer, en Johann Freytag lod i stikken, dengang han sejlede rundt med sit tidligere skib.
- Natzmers søn, en Fred Freytag kender.
- Elke Lubisch, Johann Freytags tidligere styrmand.
- Kaxi, en græker som var en del af Johann Freytags tidligere besætning.

## Filmatiseringer
I 1963 blev novellen for første gang filmatiseret. I hovedrollerne spillede Dieter Borsche styrmand Rethorn, James Robertson Justice spillede Kaptajn Freytag, Michael Hinz spillede sønnen Fred og Helmut Wildt spillede Caspary.
I 1985 blev novellen for anden gang flimatiseret denne gang i en amerikansk udgave under titlen The Lightship. De fleste af bogens personer fik andre navne i filmen end de havde i bogen. Robert Duvall spillede Caspary, Arliss Howard spillede Eddie, Klaus Maria Brandauer spillede kaptajn Miller, Badja Djola spillede Nate, William Forsythe spillede Gene, Tim Phillips spillede Thorne, Tom Bower spillede Coop, Michael Lyndon spillede Alex og Robert Costanzo spillede Stump.
I 2007 blev der lavet en nutidig adaption af historien, hvor Siegfried Lenz selv spillede med som en fisker. Jan Fedder spillede kaptajn Freytag, og Axel Milberg spillede Caspary.